# Planck-eenheden
Planck-eenheden, genoemd naar de natuurkundige Max Planck, zijn eenheden die gebaseerd zijn op natuurkundige constanten. Dit in tegenstelling tot bijvoorbeeld het SI-stelsel, dat uitgaat van tamelijk willekeurig gekozen eenheden als kilogram, meter, seconde en ampère. Planck-eenheden zijn daarmee voorbeelden van natuurlijke eenheden en vormen een eenhedenstelsel waarin alle gebruikte natuurkundige constanten in die eenheden de getalswaarde 1 hebben. Dit maakt ze vooral geschikt voor theoretisch werk, waar uitdrukkingen aanzienlijk eenvoudiger kunnen worden.
Zo is bijvoorbeeld de lichtsnelheid in het SI-stelsel 299 792 458 m/s, een waarde die haar oorsprong heeft in de omtrek van de Aarde (waarvan de meter is afgeleid) en de tijd waarin de Aarde om haar as wentelt (waarvan de seconde is afgeleid). Dit is een zeer willekeurig gekozen waarde en het staat wel vast dat een mogelijke buitenaardse beschaving een andere tijdseenheid en een andere lengte-eenheid zal hebben. Met planck-eenheden is dat niet het geval: die zijn steeds gerelateerd aan (de verhouding tussen) fundamentele natuurconstanten. Enkele van de eenheden zelf zijn wel zeer groot of klein vergeleken met wat in de meeste deelgebieden van de natuurwetenschappen gebruikelijk is, zodat buiten een beperkt toepassingsgebied in de theoretische natuurkunde deze eenheden al met al niet gunstiger zijn dan bijvoorbeeld SI-eenheden of atomaire eenheden.
De fundamentele planck-eenheden zijn:
| eenheid           | grootheid (dimensie)   | formule | waarde[2] (SI-eenheden)     |
| ----------------- | ---------------------- | --- | --------------------------- |
| plancklengte      | lengte (L)             | {\displaystyle l_{\text{P}}={\sqrt {\frac {\hbar G}{c^{3}}}}}                                                                       | 1,616 199(97) × 10−35 m     |
| planckmassa       | massa (M)              | {\displaystyle m_{\text{P}}={\sqrt {\frac {\hbar c}{G}}}}                                                                           | 2,176 44(11) × 10−8 kg      |
| plancktijd        | tijd (T)               | {\displaystyle t_{\text{P}}={\frac {l_{\mathrm {P} }}{c}}={\frac {\hbar }{m_{\mathrm {P} }c^{2}}}={\sqrt {\frac {\hbar G}{c^{5}}}}} | 5,391 24(27) × 10−44 s      |
| plancklading      | elektrische lading (Q) | {\displaystyle q_{\text{P}}={\sqrt {4\pi \varepsilon _{0}\hbar c}}}                                                                 | 1,875 545 870(47) × 10−18 C |
| plancktemperatuur | temperatuur (Θ)        | {\displaystyle T_{\text{P}}={\frac {m_{\mathrm {P} }c^{2}}{k_{\text{B}}}}={\sqrt {\frac {\hbar c^{5}}{Gk_{\text{B}}^{2}}}}}         | 1,416 785(71) × 1032 K      |
De constanten waar de planck-eenheden op zijn gebaseerd, zijn:
- lichtsnelheid: c = 299 792 458 m/s
- gravitatieconstante: G = 6,672 × 10−11 m3/kg s2
- constante van Dirac: ħ = 1,054571628(53) × 10−34 Js
- elektrische veldconstante (elektrische permittiviteit van het vacuüm): ε0 = 8,854 187 8 × 10−12 F/m
- constante van Boltzmann: kB = 1,380 650 × 10−23 J/K

Van deze constanten zijn c, G, ħ en kB gelijk aan 1 in planck-eenheden. De elektrische permittiviteit van het vacuüm is zo gekozen dat de voorfactor in de wet van Coulomb in vacuüm, 1/(4πε0), gelijk is aan 1.
De plancklading is met deze definitie e / √α = 11,70624 e waarin e de lading van het elektron en α de fijnstructuurconstante is.